# Club Deportivo Universidad Católica del Ecuador
Cet article concerne le club équatorien de football. Pour le club chilien de football, voir Club Deportivo Universidad Católica.
Maillots
Actualités
Le Club Deportivo Universidad Católica est un club de football basé à Quito, fondé le 26 juin 1963.

## Histoire
L'Universidad Católica est à l'origine une équipe d'une université catholique de Quito. En 1962, ils remportent le championnat inter-universitaire. Le 26 juin 1963, la Liga Deportiva de la Universidad Católica est créée.
Le 15 janvier 1965, ils battent le Club Gladiador et obtiennent le statut professionnel. Le club remporte son premier titre professionnel : le Campeonato Professional Interandino.
En 1973 et 1979, l'Universidad Católica finit vice-champion d'Équateur et se qualifie pour les Copa Libertadores 1974 et 1980. 

## Palmarès
- Championnat d'Équateur
  - Vice-champion (2) : 1973, 1979

- Championnat d'Équateur D2
  - Champion (3) : 1990 E1, 2007, 2009 E1
  - Vice-champion (5) : 1972 E2, 1989 E1, 2005 C, 2006 E1, 2006 E2

- Campeonato Professional Interandino
  - Champion (1) : 1965

### Participations en compétitions CONMEBOL
- Copa Libertadores : (2 participations) 1974 et 1980